# Aeroportul Jenpeg
Aeroportul Jenpeg (IATA: ZJG, ICAO: CZJG) este un aeroport din Manitoba, Canada. Aeroportul a fost tranzitat în 2019 de 0 pasageri.
Situat la o altitudine de 222 m, aeroportul dispune de o singură pistă. Este operat de Manitoba Hydro⁠(d).